# Billy Koumetio
Billy Koumetio (Lyon, Auvernia-Ródano-Alpes, Francia, 14 de noviembre de 2002) es un futbolista francés que juega en la demarcación de defensa para el Dundee F. C. de la Scottish Premiership.

## Biografía
Tras formarse en las filas inferiores del Olympique de Lyon y U. S. Orléans, pasó a la disciplina del Liverpool F. C. en 2018. Finalmente en 2020 tuvo la oportunidad de jugar con el primer equipo, haciendo su debut el 9 de diciembre en un encuentro de la Liga de Campeones de la UEFA contra el F. C. Midtjylland tras sustituir a Fabinho en el minuto 46. Participó en otro partido antes de salir cedido al F. K. Austria Viena para la temporada 2022-23, aunque regresó a Liverpool antes de lo previsto en el mes de enero. La siguiente campaña fue prestado en dos ocasiones, siendo sus destinos el U. S. L. Dunkerque y el Blackburn Rovers F. C. Tras esta última cesión, abandonó definitivamente Liverpool y en agosto de 2024 firmó por dos años con el Dundee F. C.

## Clubes
| Club                                 | País       | Año       | Partidos | Goles |
| ------------------------------------ | ---------- | --------- | -------- | ----- |
| Liverpool F. C.                      | Inglaterra | 2020-2022 | 2        | 0     |
| F. K. Austria Viena (cedido)         | Austria    | 2022-2023 | 11       | 0     |
| Young Violets Austria Viena (cedido) | Austria    | 2022-2023 | 4        | 0     |
| U. S. L. Dunkerque (cedido)          | Francia    | 2023-2024 | 9        | 0     |
| Blackburn Rovers F. C. (cedido)      | Inglaterra | 2024      | 1        | 0     |
| Dundee F. C.                         | Escocia    | 2024-     | 20       | 0     |